# Bitka na Vukovu klancu
Bitka na Vukovu klancu se vodila koncem 1944. između partizanske i njemačke vojske na području današnje granice u blizini Neuma. Ova je bitka bila najvažnija za oslobođenje Dubrovačkog područja i okolice.

## Pozadina
Njemačka vojska povlačila se s južnog bojišta od Grčke i Makedonije cestovnim pravcem Dubrovnik-Oštrikovac-Metković preko Vukova klanca. Partizani su digli cestu u zrak na Vukov klanacu kako bi po završetku povlačenja otežali odlazak osovinskih snaga u povlačenju. Partizani s Pelješca su se manjim brodovima prevezli pa preko Slivna došli na Vukov klanac. Prijetili su domaćem stanovništvu koje se povuklo u brda. Na prevaru su pobili razoružane Njemačke vojnike koji su bili u povlačenju.

## Obrana položaja
Pošto je Slivno bio jedini put prema Vukovu klancu njega su čuvali pripadnici 369. hrvatske "Vražje" divizije. Laganije nestalne bitke počele su u jutro, u nedjelju 15. listopada. Vražja divizija se povukla na Mislinu preko Vukova klanca. Tako su partizani zaposjeli sve okolne vrhove Vukova klanca. U Vukovu klancu su ipak ostala 3 dobro naoružana vojnika dok su se ostali povukli na Mislinu. 16. listopada pozvali su pojačanje. Sutradan je pojačanje odlučilo zaobići glavicu i zaskočiti partizane, ali nisu uspjeli. Uhvaćeni su u prijelazu. Jedan dio je uspio doći do Klačine koja je već otprije pružala potporu trojici vojnika na Vukovu klancu. Jedan je mještanin presjekao telefonsku vezu s Klačinom i Vukovim klancem. Partizani su napokon oslobodili Vukov klanac i aktivirali minu. 18. listopada došle su satnije Ljubuškog i Mostara, a iz smjera Duži oklopna vozila. Partizani su dobili savezničku zrakoplovnu pomoć i uz pomoć istočnohercegovačkih partizana čija su većina bili bivši četnici uspješno je oslobođen prostor.